# Nazioni partecipanti al Turkvision Song Contest
     Ha partecipato almeno una volta
     Non ha mai partecipato, ma potrebbe
     Paesi/Regioni che hanno partecipato come parte di un altro stato ma mai in maniera indipendente
     Paesi che avrebbero dovuto partecipare in passato ma che si sono ritirati

Le partecipazioni dal 2013 a oggi:
Ha partecipato almeno una volta
Non ha mai partecipato, ma potrebbe
Paesi/Regioni che hanno partecipato come parte di un altro stato ma mai in maniera indipendente
Paesi che avrebbero dovuto partecipare in passato ma che si sono ritirati

Le nazioni partecipanti al Turkvision Song Contest sono trentotto da quando il festival è cominciato nel 2013. Di queste, sole quattro hanno vinto almeno una volta la competizione, organizzata dall'Organizzazione Internazionale per la Cultura Turca (TÜRKSOY), che si tiene ogni anno, in uno dei tanti paesi della comunità turcofona. Le emittenti dei diversi paesi presentano canzoni alla manifestazione, e alla votazione per determinare il più popolare al concorso.
La principale differenza con l'Eurovision Song Contest è la presenza, in questo, oltre che di nazioni indipendenti de facto, di regioni o nazioni federali soprattutto russe o transcaucasiche oppure piccoli gruppi etinici; tutto ciò è possibile dal momento che una delle regole fondamentali per accedere alla manifestazione è far parte dell'area turcofona, ossia in cui è possibile sentir parlare una lingua di origine turca.

## Partecipazioni mancate
Alcune nazioni hanno tentato di partecipare alla manifestazione in passato ma per motivi vari non sono mai entrati in gara. Queste nazioni rappresentano le cosiddette Partecipazioni mancate al Turkvision Song Contest.
- nazioni che avrebbero dovuto debuttare in passato, ma non hanno mai partecipato.

| Nazione     | Rete/i televisiva/e |
| ----------- | ------------------- |
| Cumucchi    |                     |
| Lettonia    |                     |
| Paesi Bassi |                     |
| Stavropol'  |                     |
| Svezia      |                     |

## Partecipanti
Nella seguente lista sono inseriti i nomi delle nazioni o delle regioni federali che hanno partecipato almeno ad un'edizione della manifestazione.
È importante notare che anche nazioni europei come la Germania ha aderito alla manifestazione, questo sempre perché al suo interno è presente una grande comunità turca, o comunque popolazioni e minoranze linguistiche di origini turche.
- Nazioni che si sono ritirati dalla manifestazione
- Nazioni che hanno partecipato a tutte le edizioni

| Nazione/Regione        | Dipendente da       | Anno debutto | Ultima partecipazione | N° di partecipazioni | Vittorie | Miglior risultato                         | Rete/i televisiva/e       |
| ---------------------- | ------------------- | ------------ | --------------------- | -------------------- | -------- | ----------------------------------------- | ------------------------- |
| Albania                |                     | 2014         | 2020                  | 3                    | 0        | 8º 2015 (154 punti)                       | RTSH                      |
| Repubblica dell'Altaj  | Russia              | 2013         | 2013                  | 1                    | 0        | 5º 2013 (189 punti)                       | STRC "Altai Monutains"    |
| Azerbaigian            |                     | 2013         | 2020                  | 4                    | 1        | 1º 2013 (210 punti)                       | ATV Azerbaijan            |
| / Balcaria e Circassia | Russia              | 2013         | 2014                  | 2                    | 0        | -º                                        | GTRK Kabardino-Balkaria   |
| Baschiria              | Russia              | 2013         | 2020                  | 3                    | 0        | 3º 2014 (199 punti)                       | Kuray Television          |
| Bielorussia            |                     | 2013         | 2020                  | 3                    | 0        | 2º 2013 (205 punti)                       | BTRC                      |
| Bosnia ed Erzegovina   |                     | 2013         | 2020                  | 4                    | 0        | 3º 2020 (194 punti)                       | Hayat TV                  |
| Bulgaria               |                     | 2014         | 2015                  | 2                    | 0        | 6º 2015 (162 punti)                       | AMTV                      |
| Chakassia              | Russia              | 2013         | 2020                  | 3                    | 0        | 11º 2020 (181 punti)                      | GTRK Kabardino-Balkaria   |
| Cipro del Nord         | Cipro / Turchia     | 2013         | 2020                  | 3                    | 0        | 9º 2015 (154 punti)                       | GENC Television           |
| Crimea                 | Russia / Ucraina    | 2013         | 2014                  | 2                    | 0        | 6º 2014 (186 punti)                       | CPRT                      |
| Găgăuzia               | Moldavia            | 2013         | 2020                  | 4                    | 0        | 10º 2015 (154 punti) 10º 2020 (185 punti) | GRT Televisione           |
| Georgia                |                     | 2013         | 2013                  | 3                    | 0        | 16º 2015 (138 punti)                      | Kumeo Kartlia Televisione |
| Germania               |                     | 2014         | 2020                  | 3                    | 0        | 8º 2020 (190 punti)                       | Türkshow TV               |
| Iran                   |                     | 2014         | 2015                  | 2                    | 0        | 13º 2014 (167 punti)                      | IRIB                      |
| Iraq                   |                     | 2013         | 2015                  | 3                    | 0        | 17º 2015 (137 punti)                      | Türkmeneli TV             |
| Kazakistan             |                     | 2013         | 2020                  | 4                    | 1        | 1º 2014 (225 punti)                       | Adam Media Group          |
| Kemerovo               | Russia              | 2013         | 2013                  | 1                    | 0        | -º                                        | VGTRK                     |
| Kirghizistan           |                     | 2013         | 2020                  | 4                    | 1        | 1º 2015 (194 punti)                       | Piramida Television       |
| Kosovo                 |                     | 2013         | 2015                  | 2                    | 0        | 14º 2015 (141 punti)                      | RTK Television            |
| Macedonia              |                     | 2013         | 2020                  | 4                    | 0        | 4º 2015 (165 punti)                       | MRT 2                     |
| Moldavia               |                     | 2020         | 2020                  | 1                    | 0        | 7º 2020 (191 punti)                       |                           |
| Nogai                  |                     | 2020         | 2020                  | 1                    | 0        | 24º 2020 (159 punti)                      | Union of Nogai Youth      |
| Oblast' di Mosca       | Russia              | 2014         | 2020                  | 2                    | 0        | 9º 2020 (186 punti)                       | VGTRK                     |
| Oblast' di Tjumen'     |                     | 2020         | 2020                  | 1                    | 0        | 4º 2020 (193 punti)                       | TMB TV                    |
| Polonia                |                     | 2020         | 2020                  | 1                    | 0        | 18º 2020 (172 punti)                      |                           |
| Romania                |                     | 2013         | 2020                  | 4                    | 0        | 18º 2015 (134 punti)                      | Alpha TV Media            |
| Sacha-Jacuzia          | Russia              | 2013         | 2020                  | 3                    | 0        | 2º 2020 (204 punti)                       | VGTRK                     |
| Serbia                 | Serbia / Montenegro | 2015         | 2020                  | 2                    | 0        | 13º 2020 (178 punti)                      | RTS                       |
| Siria                  |                     | 2015         | 2015                  | 1                    | 0        | 5º 2015 (165 punti)                       | ORTAS                     |
| Tatarstan              | Russia              | 2013         | 2020                  | 3                    | 0        | 2º 2014 (201 punti)                       | Maydan Television         |
| Turchia                |                     | 2013         | 2020                  | 4                    | 0        | 3º 2015 (175 punti)                       | Kral TV                   |
| Turcomanni iracheni    |                     | 2020         | 2020                  | 1                    | 0        | ultimo 2020 (150 punti)                   |                           |
| Turkmenistan           |                     | 2014         | 2014                  | 1                    | 0        | 5º 2014 (192 punti)                       |                           |
| Tuva                   | Russia              | 2013         | 2020                  | 3                    | 0        | 15º 2020 (176 punti)                      | VGTRK                     |
| Ucraina                |                     | 2013         | 2020                  | 4                    | 1        | 1º 2020 (226 punti)                       | Kultura                   |
| Uiguri kazaki          |                     | 2020         | 2020                  | 1                    | 0        | 14º 2020 (178 punti)                      | Altyn Asyr                |
| Uzbekistan             |                     | 2013         | 2015                  | 3                    | 0        | 7º 2014(183 punti)                        | MTRK                      |

### Nazioni che potrebbero partecipare
- Ciuvascia
- Daghestan[2]
- Russia
- Xinjiang

## Medagliere

### Legenda
- Nazione non più esistente
- Nazione ritiratosi dalla manifestazione

| Pos. | Nazione | Primo posto | Secondo posto | Terzo posto | Totale |
| ---- | ------- | ----------- | ------------- | ----------- | ------ |

## Nazioni partecipanti nei decenni

### Legenda
- "vincitore", la nazione ha vinto il Turkvision Song Contest in quell'anno;
- "secondo", la nazione è arrivato secondo in quell'anno;
- "terzo", la nazione è arrivato terzo in quell'anno;
- "rimanenti", la nazione può essere arrivato dal quarto, al penultimo posto;
- "ultimo", la nazione è arrivato ultimo in quell'anno;
- "debutto", la nazione è debuttato in quell'anno;
- "non partecipante", la nazione non ha partecipato o si è ritirato in quell'anno;
- - "semifinali", la nazione non  passato in finale;[3]

#### Anni 2010
| Albania                |    | -  | 8  |
| Altaj                  | 5  |    |    |
| Azerbaigian            | 1  | 9  | 7  |
| / Balcaria e Circassia | -  | -  |    |
| Baschiria              | -  | 3  |    |
| Bielorussia            | 2  |    | 20 |
| Bosnia ed Erzegovina   | 6  | 10 | 12 |
| Bulgaria               |    | 11 | 6  |
| Chakassia              | -  | -  |    |
| Cipro del Nord         | 10 |    | 9  |
| Crimea                 | -  | 6  |    |
| Găgăuzia               | -  | -  | 10 |
| Georgia                | -  | -  | 16 |
| Germania               |    | -  | 11 |
| Iran                   |    | 13 | 19 |
| Iraq                   | -  | -  | 17 |
| Kazakistan             | 9  | 1  | 2  |
| Kemerovo               | -  |    |    |
| Kirghizistan           | 8  | 4  | 1  |
| Kosovo                 | 12 |    | 14 |
| Macedonia              | -  | 14 | 4  |
| Oblast' di Mosca       |    | 12 |    |
| Romania                | -  | -  | 18 |
| Sacha-Jacuzia          | -  | 7  |    |
| Serbia                 |    |    | 15 |
| Siria                  |    |    | 5  |
| Tatarstan              | 4  | 2  |    |
| Turchia                | 6  | 15 | 3  |
| Turkmenistan           |    | 5  |    |
| Tuva                   | -  | -  |    |
| Ucraina                | 3  | -  | 13 |
| Uzbekistan             | 11 | 7  | 21 |

#### Anni 2020
| Albania              | 19 |
| Azerbaigian          | 5  |
| Baschiria            | 17 |
| Bielorussia          | 23 |
| Bosnia ed Erzegovina | 3  |
| Chakassia            | 11 |
| Cipro del Nord       | 21 |
| Găgăuzia             | 10 |
| Germania             | 8  |
| Kazakistan           | 25 |
| Kirghizistan         | 16 |
| Macedonia            | 20 |
| Moldavia             | 7  |
| Nogai                | 24 |
| Oblast' di Mosca     | 9  |
| Oblast' di Tjumen'   | 4  |
| Polonia              | 18 |
| Romania              | 22 |
| Sacha-Jacuzia        | 2  |
| Serbia               | 13 |
| Tatarstan            | 6  |
| Turchia              | 12 |
| Turcomanni iracheni  | 26 |
| Tuva                 | 15 |
| Ucraina              | 1  |
| Uiguri kazaki        | 14 |